# 力丘河
力丘河，也称立启河、吕曲、立曲、新都桥河、木雅河，是中华人民共和国四川省甘孜州，是雅砻江左岸支流，上源称茶垭沟，发源于雅江县与道孚县接壤处的沼泽地，东北流入道孚县南部沼泽地带，过茶垭，转东称四水塘沟，折向南进入康定市，流经康定市塔公镇、新都桥镇、瓦泽乡、呷巴乡、甲根坝乡、朋布西乡、沙德镇，于普沙绒乡转西流，过普沙绒乡火山村后汇入雅砻江。河长199千米，流域面积5925平方千米，年均流量68.6立方米每秒。力丘河两岸支流众多，所经之处为高山峡谷，岸坡陡峭，水流湍急。河流落差1999米，干流水能理论蕴藏量111.07万千瓦，已规划开发梯级电站。流域内藏族人口占60%以上，经济以游牧和种植为主。